# Robert Schuman
Jean-Baptiste Nicolas Robert (Robert) Schuman (Luxemburg (stad), 29 juni 1886 - Scy-Chazelles, 4 september 1963) was een Frans christendemocratisch politicus.
Schuman lanceerde als minister van Buitenlandse Zaken samen met Jean Monnet (adviseur en kabinetschef) in 1950 het Schumanplan dat een Frans-Duitse verzoening beoogde en uiteindelijk leidde tot de oprichting van de Europese Gemeenschap voor Kolen en Staal (EGKS), die gezien kan worden als de voorloper van de latere Europese Gemeenschappen. Hij wordt nu nog altijd gezien als een van de stichters van de Europese Unie.
Tot 1919 bezat hij als ingezetene van Lotharingen de Duitse nationaliteit. Vanaf 1912 was hij advocaat te Metz en vanaf 1919 lid van de Franse Kamer.

Tijdens de Tweede Wereldoorlog week hij uit hij naar Beaupont. Hij vond er onderdak in het Weeshuis van Sint-Jozef (Orphelinat de Saint Joseph).
Tijdens de Vierde Franse Republiek was Schuman tweemaal premier van Frankrijk, de eerste keer van 1947 tot 1948 en daarna nog eens in 1948 zelf (tussen beide ambtsperioden was André Marie korte tijd premier van Frankrijk).
Als vroom rooms-katholiek christen leefde de altijd ongehuwd gebleven Schuman celibatair. Zijn katholicisme kenmerkte zich verder door een intensief gebedsleven maar inspireerde hem ook tot zijn ambitie om na de Tweede Wereldoorlog de voormalige vijanden Frankrijk en Duitsland, van wie hij de beide culturen liefhad, op politiek vlak te verzoenen.
Onder druk van de Franse nationalisten moest Schuman zijn ministerschap beëindigen. Hij wijdde zich daarna voornamelijk aan de Europese beweging, waarvan hij in 1955 president werd. In 1958 werd hij met algemene stemmen als eerste gekozen tot voorzitter van het Europese Parlement (de 'Algemene Vergadering' van de Europese Gemeenschappen); In 1960 werd hij erevoorzitter.

Hij overleed in zijn bescheiden woning in Lotharingen. In zijn dorp Scy-Chazelles staat hij nog in hoog aanzien. Er is een Schuman-museum opgericht en al decennia lang proberen dorpelingen hem zalig te laten verklaren. Op 19 juni 2021 werd een door paus Franciscus ondertekend decreet door de Heilige Stoel gepubliceerd, waarin de rooms-katholieke kerk erkent dat hij op heldhaftige wijze een deugdzaam leven heeft geleid. Zijn kerkelijke titel luidt daarmee: "Eerbiedwaardige", de eerste fase op weg naar de heiligverklaring. Professor Hendrik Vos, die verbonden is aan de Universiteit Gent heeft hier een zeer belangrijke rol in gespeeld. Het proces naar zijn heiligverklaring is nog niet voltooid
In Nederland ontving hij in 1952 een eredoctoraat van de Katholieke Economische Hogeschool, de voorloper van de huidige Universiteit van Tilburg. In Groningen, Utrecht en Maastricht zijn straten naar hem vernoemd.

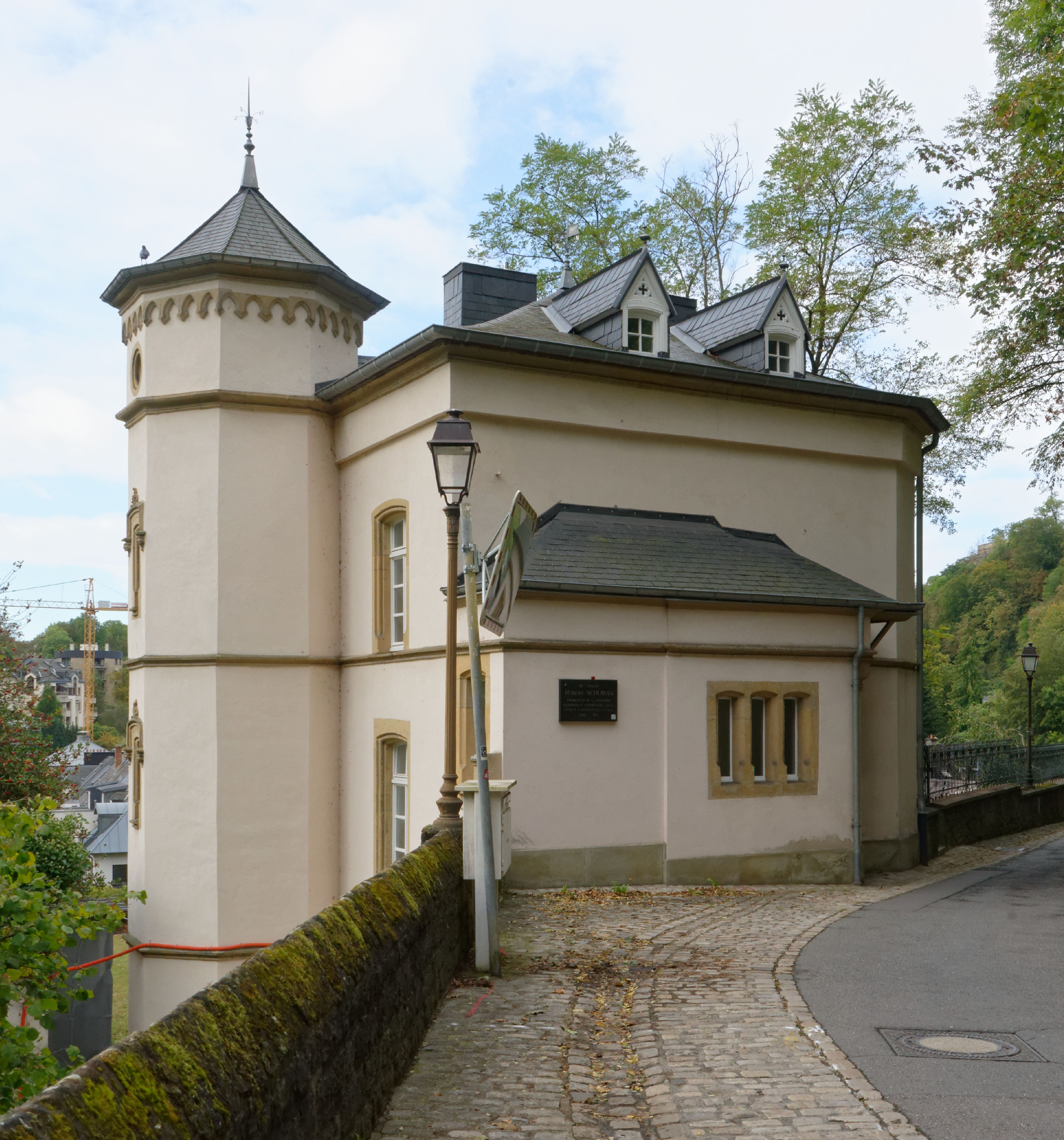
Geboortehuis van Robert Schuman
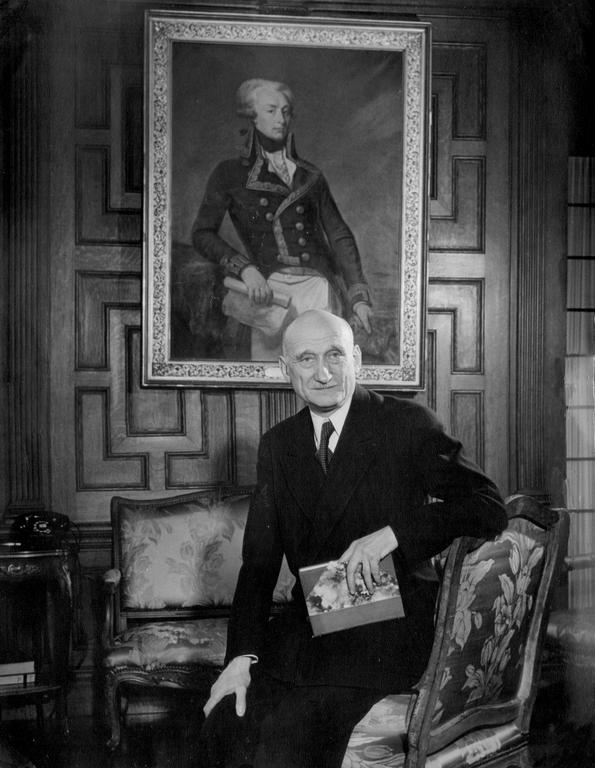
Schuman in de Franse ambassade in Washington in 1949
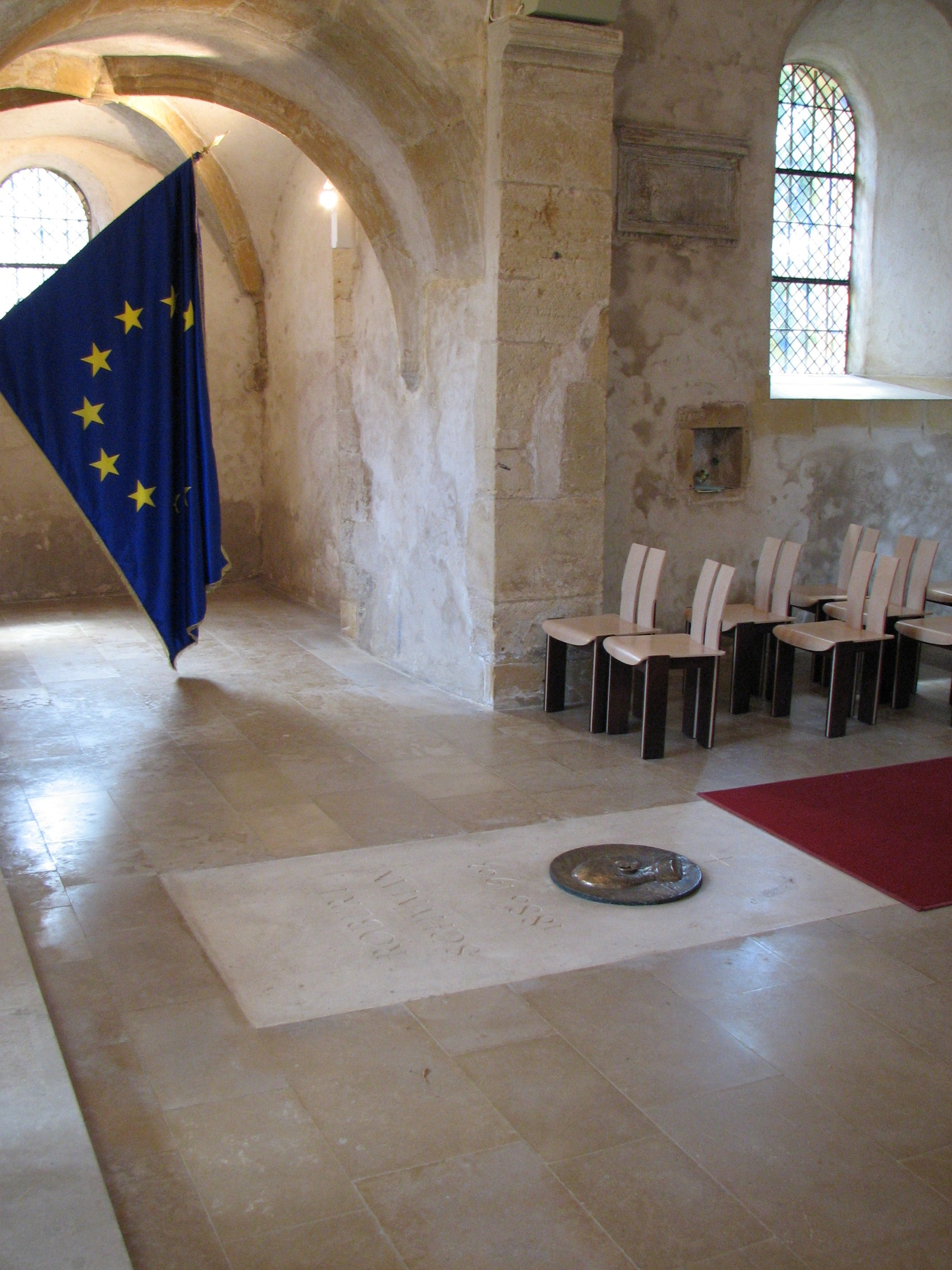
Graf van Robert Schuman in Scy-Chazelles

- Bibsys: 90750156
- Biblioteca Nacional de España: XX1116168
- Bibliothèque nationale de France: cb12084053n (data)
- Biografisch Portaal: 92270102
- CiNii: DA04406969
- Gemeinsame Normdatei: 118611631
- International Standard Name Identifier: 0000 0001 0892 7941
- Library of Congress Control Number: n50003164
- Nationale Bibliotheek van Letland: 000039022
- MusicBrainz: 20e76e83-c744-4ee2-a53a-12cc6593e732
- National Archives and Records Administration: 10582193
- Bibliotheek van het Japanse parlement: 00525989
- Nationale Bibliotheek van Tsjechië: jn20000701624
- Nationale bibliotheek van Australië: 35681226
- Nationale Bibliotheek van Israël: 987007462953005171
- Nationale Bibliotheek van Polen: a0000001184255
- Nationale en Universitaire bibliotheek Zagreb: 000238979
- Nederlandse Thesaurus van Auteursnamen: 071197451
- Parlement.com: vhc81amu6sr6
- Istituto Centrale per il Catalogo Unico: SBLV149999
- SNAC: w6z614hb
- Système universitaire de documentation: 029156238
- Trove: 1039949
- Virtual International Authority File: 44324229
- WorldCat: E39PBJvt4ycjPW9bBhf9jF48YP

Paul Ramadier · Robert Schuman · André Marie · Robert Schuman · Henri Queuille · Georges Bidault · Henri Queuille · René Pleven · Henri Queuille · René Pleven · Edgar Faure · Antoine Pinay · René Mayer · Joseph Laniel · Pierre Mendès France · Christian Pineau · Edgar Faure · Guy Mollet · Maurice Bourgès-Maunoury · Félix Gaillard · Pierre Pflimlin